# Biosteres
Biosteres (лат.) — род паразитических наездников из семейства Braconidae. Голарктика. Неотропика. Австралия. Ориентальная область. Жилка 3-SR переднего крыла в 1,3 длиннее жилки 2-SR (или менее). Мезостернум длиннее тазиков передних ног. Некоторые виды родов Fopius и Diachasmimorpha ранее относили к Biosteres. Паразитируют на личинках двукрылых (Anthomyiidae, Scathophagidae).
- Biosteres carbonarius (Nees, 1834)
- Biosteres haemorrhoeus
- Biosteres juglandis
- Biosteres pavititus Chen & Weng, 2005
- Biosteres vandenboschi